# Дюдьково (платформа)
Дю́дьково — остановочный пункт на Большом кольце Московской железной дороги в Одинцовском районе Московской области.
Непосредственно с восточной стороны платформы проходит граница городского округа Звенигород, микрорайон посёлка МПС (посёлка станции Дютьково), ранее был отдельным посёлком при станции Одинцовского района. В связи с реформами, проведёнными местными властями, от поселка МПС были отсоединены 2 дома (ст. Дютьково д. 1 и ст. Дютьково д. 2). 
В 1,4 км к северу от станции располагается микрорайон Дютьково (ранее был отдельной деревней), где в начале XX века жил и работал С. И. Танеев. 
Местное население произносит названия станции и деревни по-разному, что и вызвало разницу в написании. В 1,3 км к юго-востоку от платформы находится Саввино-Сторожевский монастырь. Автодорога на юг (к востоку от платформы) идёт в село Саввинская Слобода, соединяется с Каринским шоссе.
Время движения поезда со станции Кубинка-1 — 31 минута. На платформе останавливается 3 пары электропоездов: на север до ст. Поварово-2, на юг — до станций: Бекасово-1, Сандарово, Кубинка-1.

## История
Станция Дюдьково была построена в 1951 году, в рамках строительства БК МЖД по типовому проекту (по тому же проекту построены станции Бухарово, Жилино). 
До начала 80-х на станции было 3 платформы, 4 пути — 2 главных и 2 станционных, расположенных по разные стороны от средней платформы, а также тупиковое ответвление от 4 пути, предназначенное для разгрузки угля, а также обеспечения расположенной неподалёку электростанции. Первый путь использовался и для доставки продуктов для местных жителей (пос. МПС, д. Дютьково). Само станционное здание по прямому назначению не использовалась с момента своей постройки. С начала 1990-х и до 2000-х на станции располагалась пилорама (цех по обработке древесины и изготовления из нее продукции). В этот период были упразднены 1-я и 3-я платформы. 
В 2000-х годах все станционные пути были сняты, служебные здания законсервированы, а впоследствии разрушены, станция фактически стала остановочным пунктом. Пассажирская платформа низкая, с изгибом, не оборудована турникетами.

## Галерея

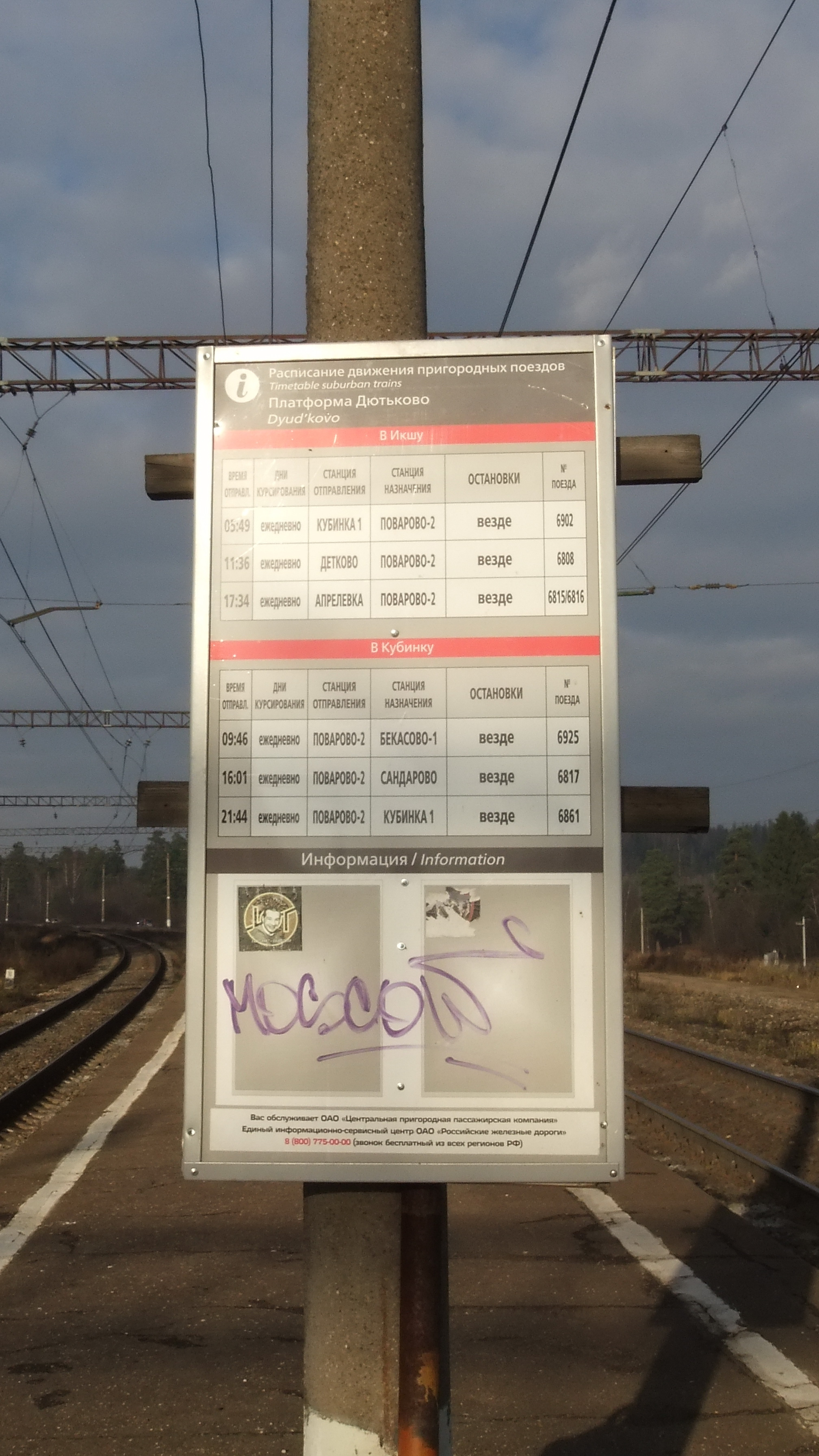
Расписание 2013
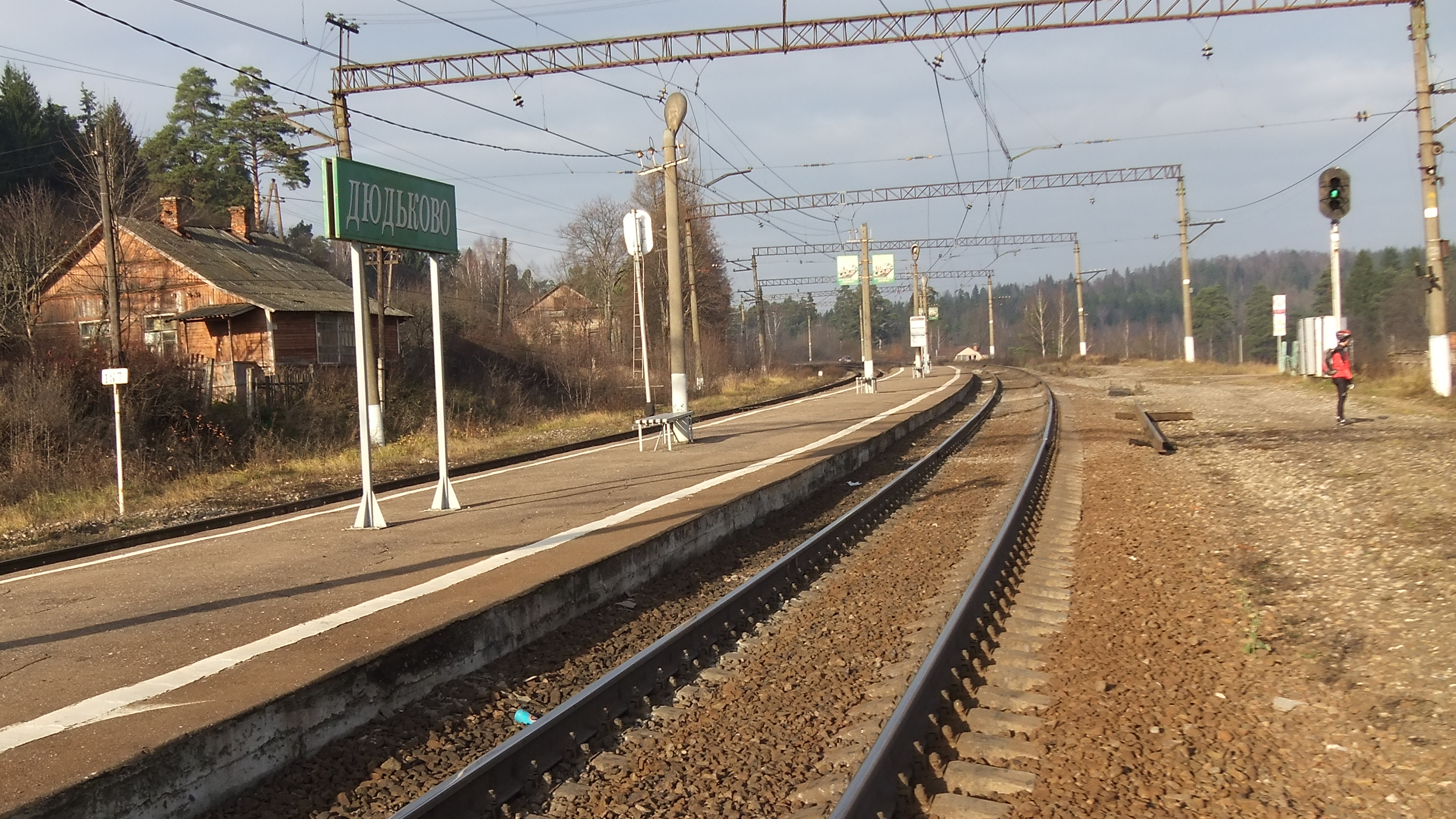
Вид на север
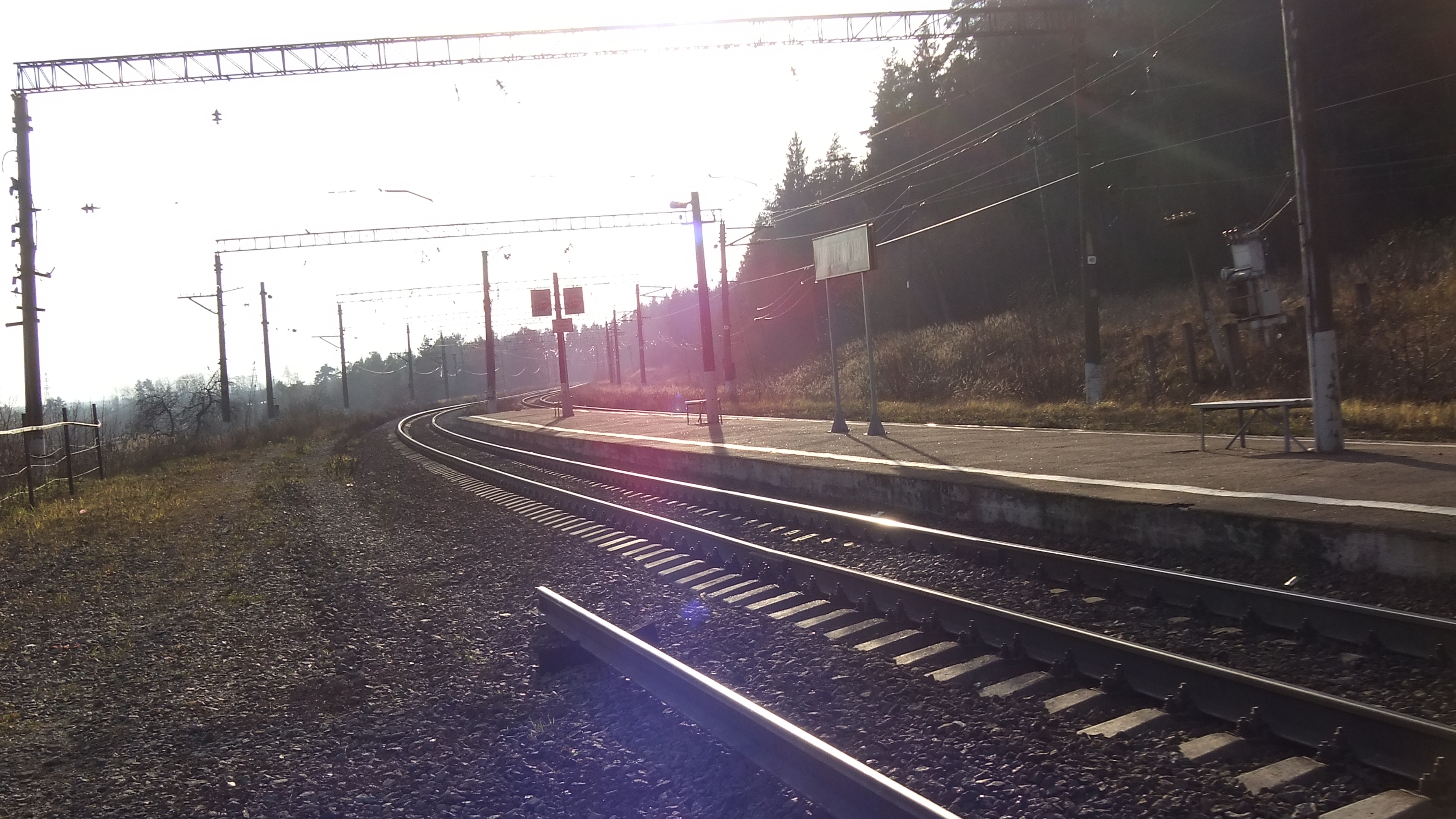
Вид на юг
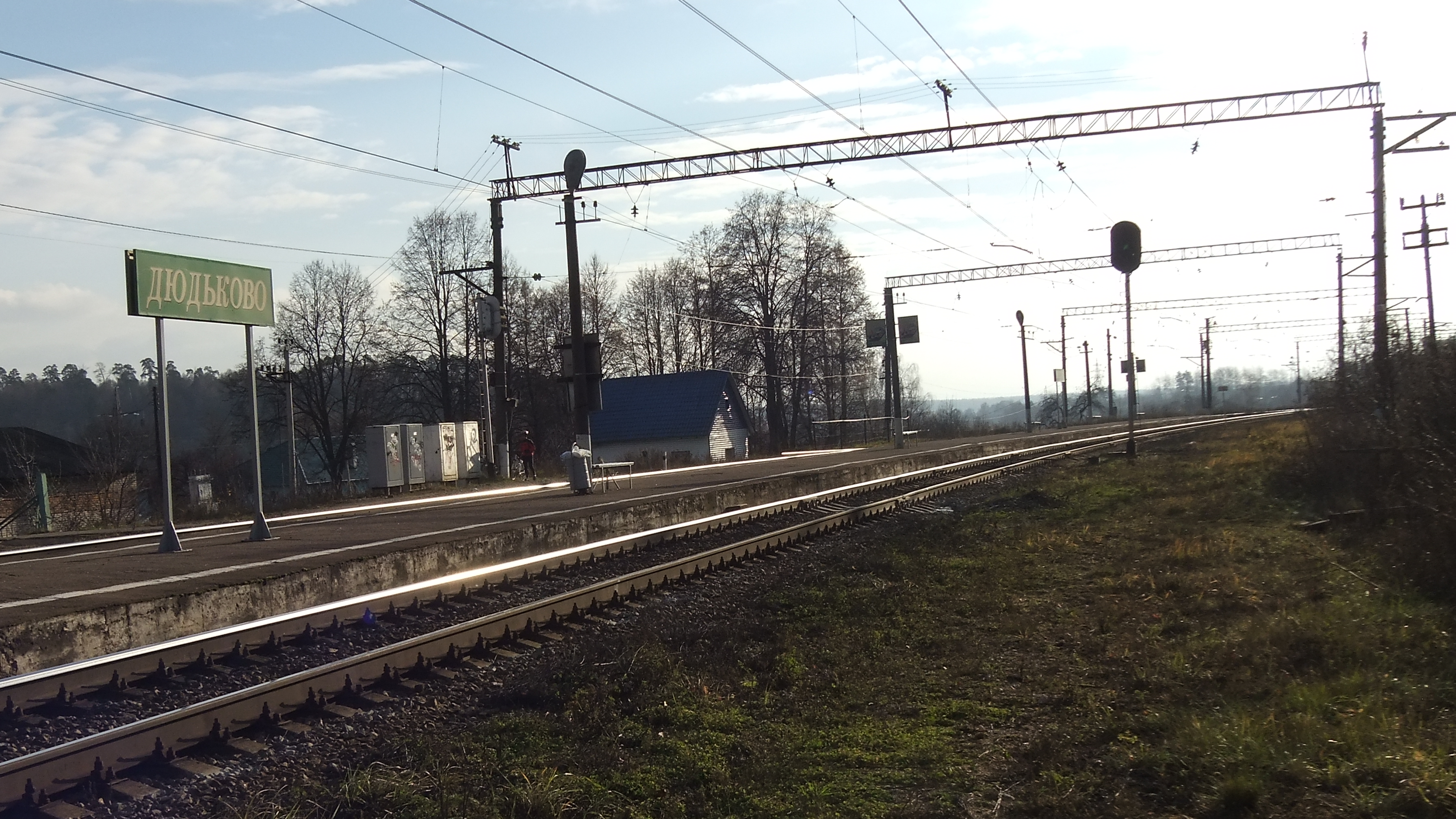
Вид на юго-восток
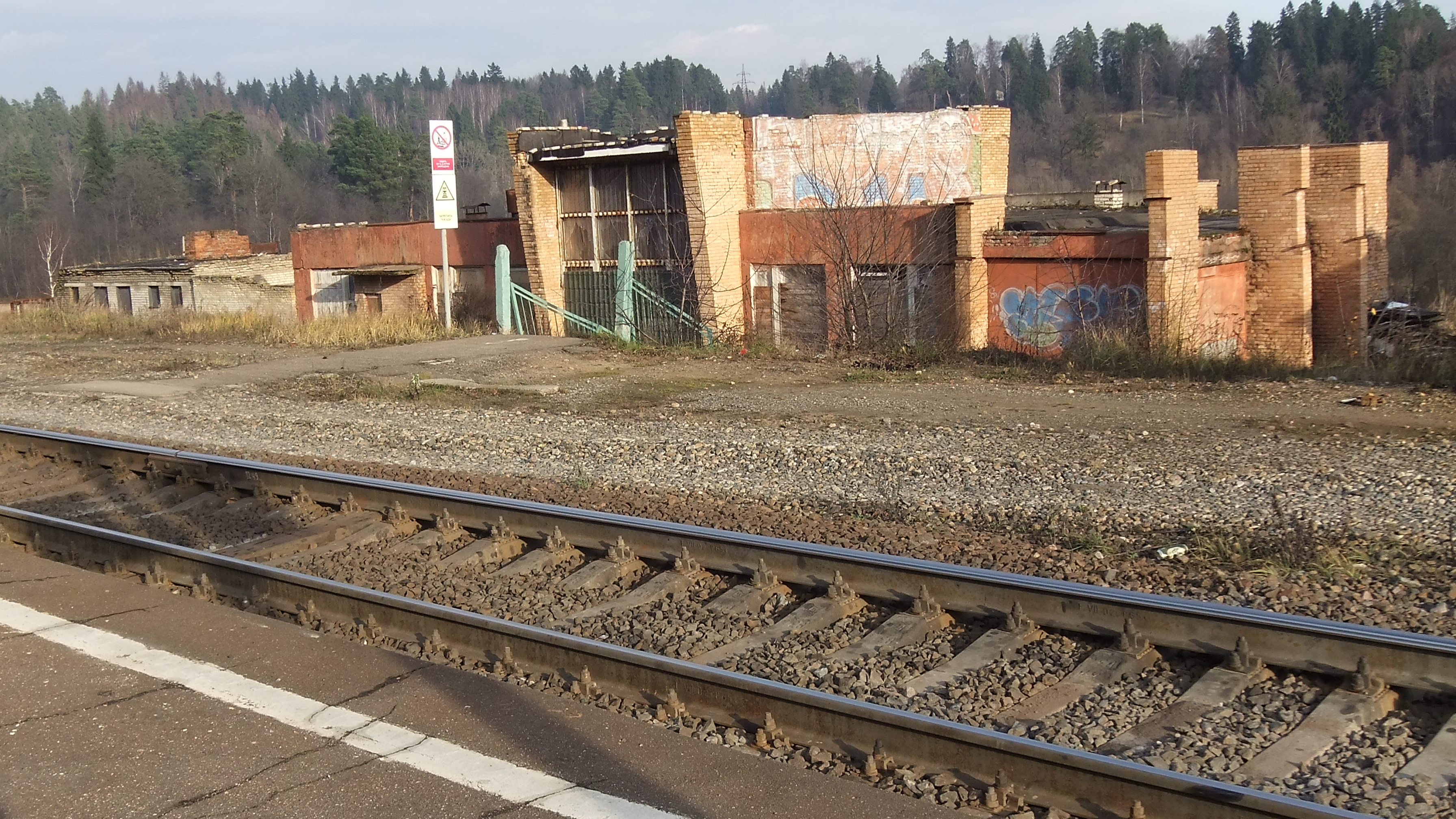
Станционное здание в 2013 году
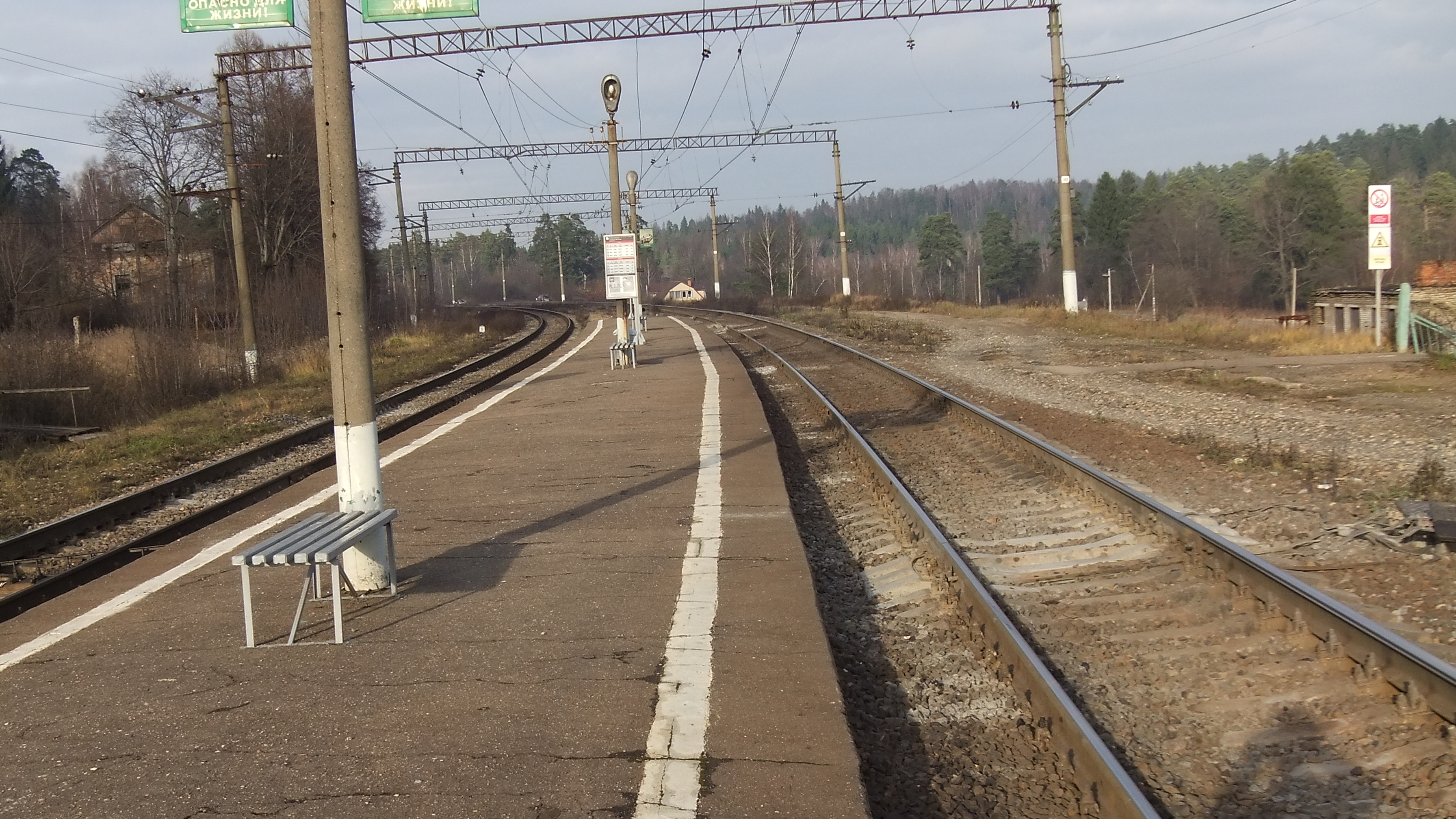
Вид на север
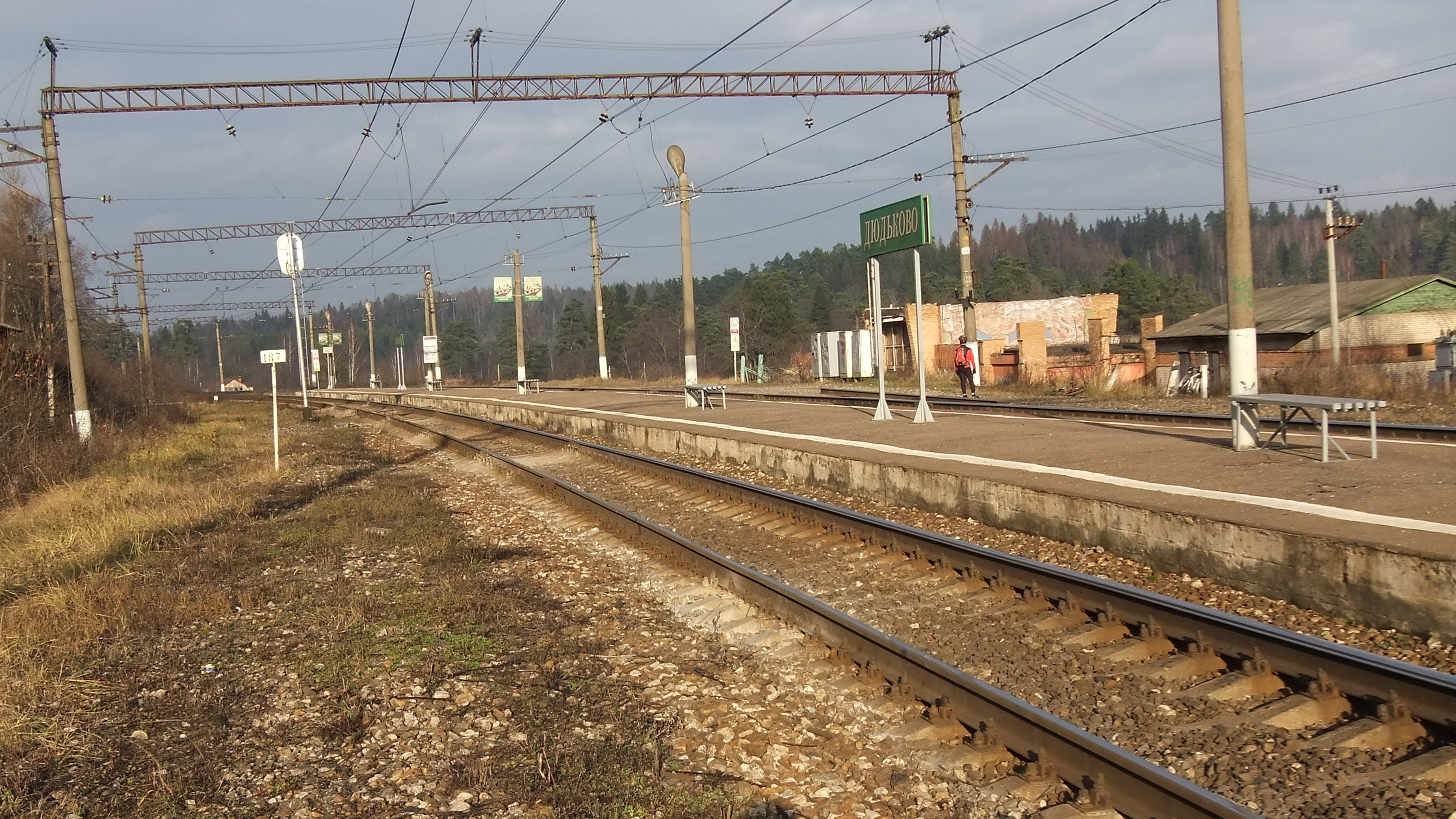
Вид на северо-восток